# レッドタイガーズアイ

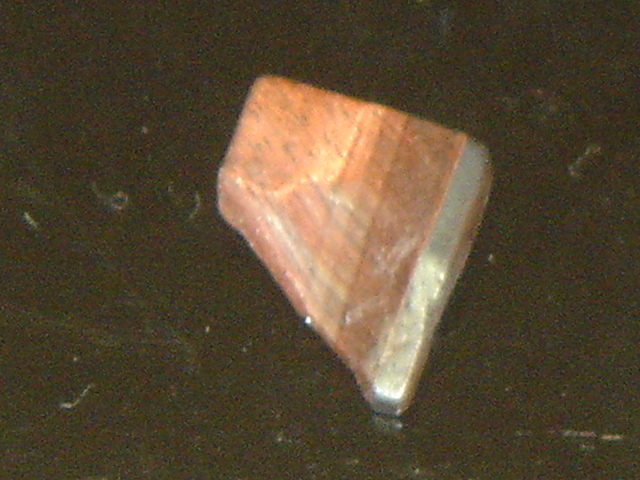
レッドタイガーズアイ（南アフリカ産タイガーズアイを加工）

レッドタイガーズアイ（Red tiger's-eye）は赤虎目石ともよばれ、褐鉄鉱の含有によって黄褐色を示す普通のタイガーズアイ（虎目石）が、長い年月により酸化して赤鉄鉱分に変化し、暗赤色を示すようになったものである。
加熱しているといわれているゆえんは、宝石業界で加熱する習慣があったからである。レッドタイガーズアイは非加熱のものもあるが、加熱ものと非加熱ものを区別せずに、鑑別結果として「通常、加熱している」というような付記が書かれる。そのため一般的に加熱していると認識されやすい。ところが、天然のものもきちんと存在しており、天然のものは暗褐色であり、熱加工されているものは明るい赤色をしている。